# Milchhof (Arnstadt)

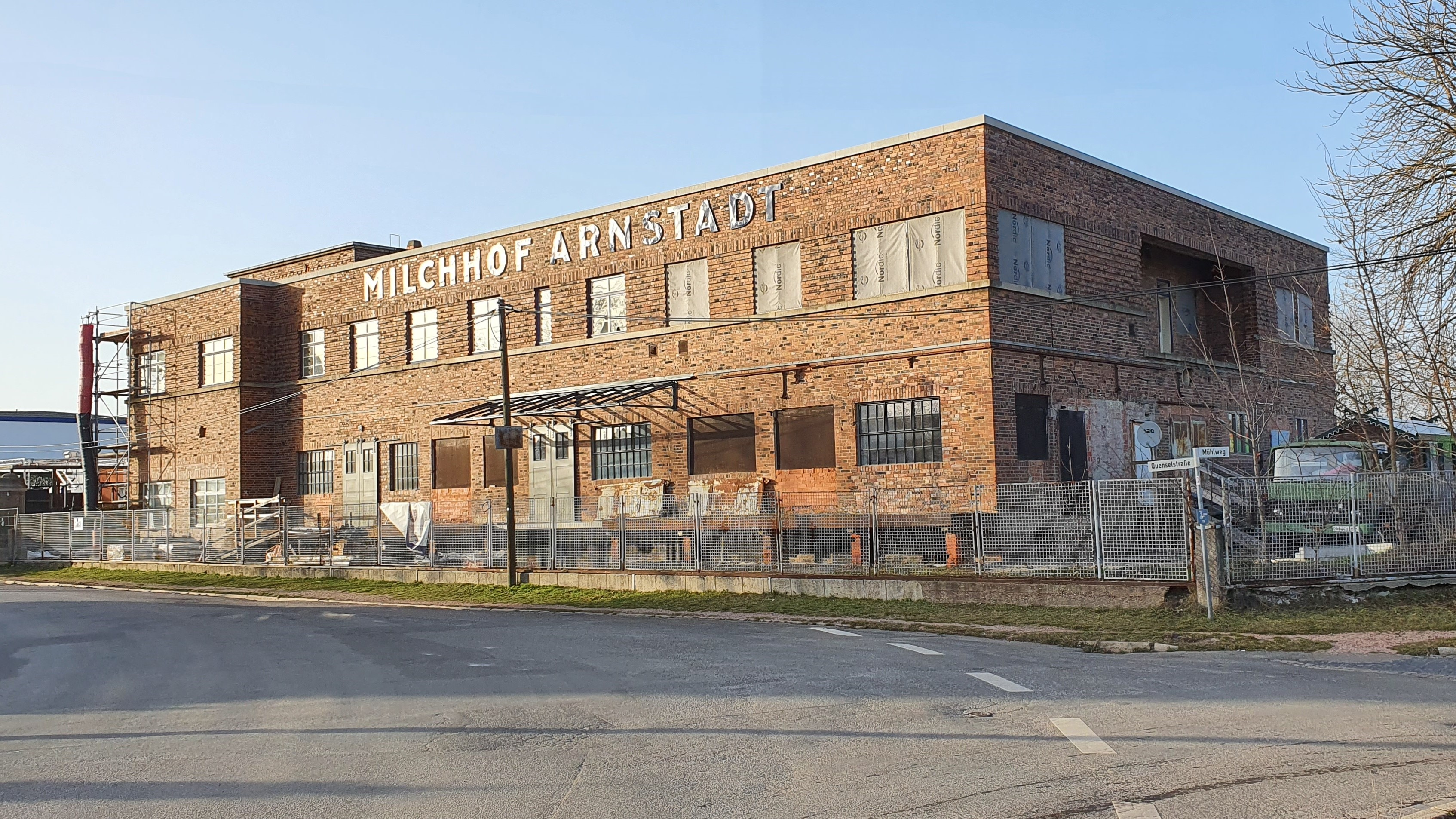
Milchhof Arnstadt 2021

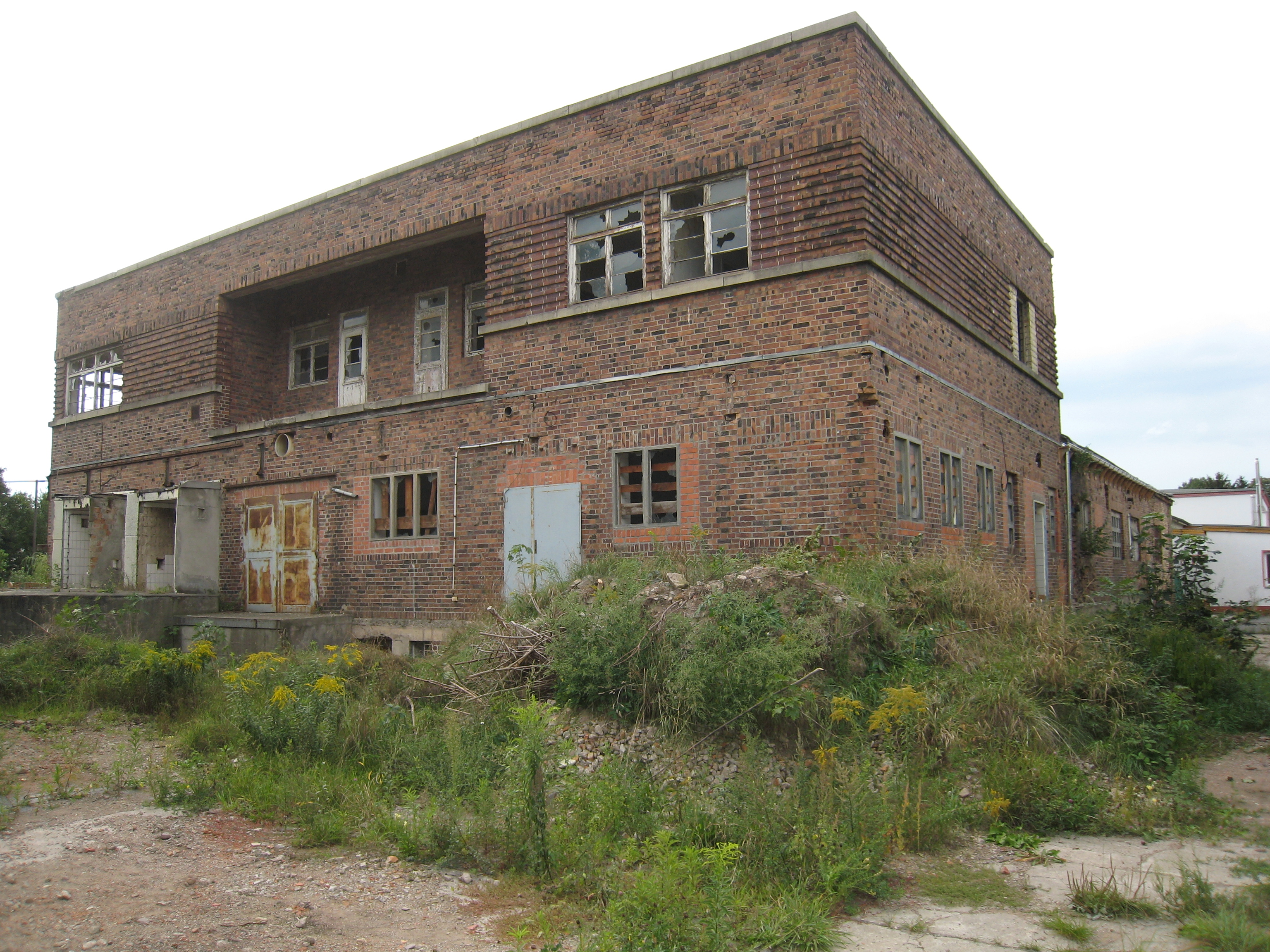
Ostansicht 2014

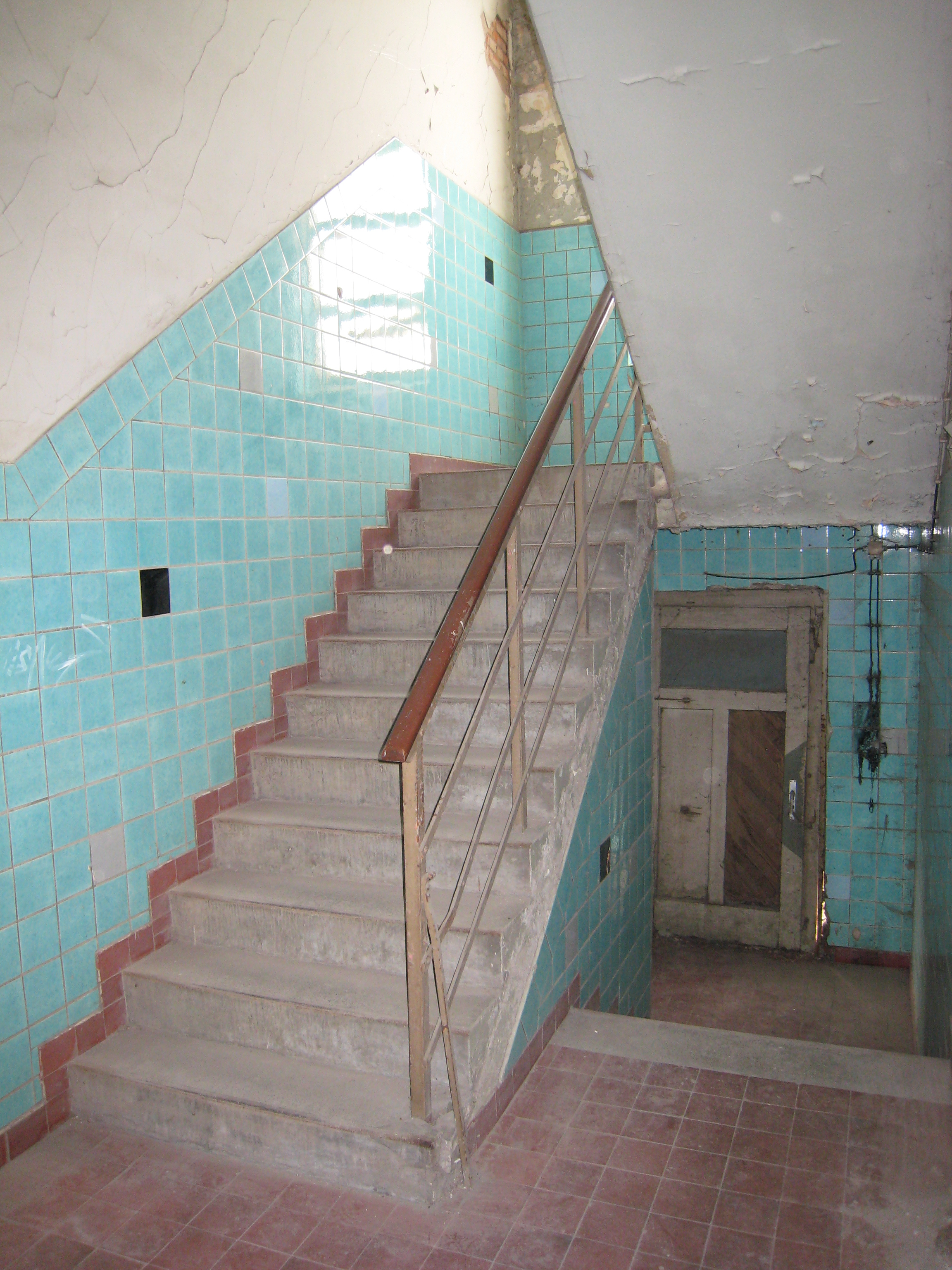
Treppenhaus

Der Milchhof Arnstadt ist ein denkmalgeschütztes Gebäude in Arnstadt, das der Architekt Heinrich Martin Schwarz 1928 bis 1929 errichtete.

## Beschreibung
Der Milchhof umfasste Produktionsräume sowie Aufenthalts-, Schlaf- und Waschräume für die Mitarbeiter. Für die Konstruktion kamen Ziegel an der Fassade, Eisenbeton für die Treppen- und Geschossdecken, Stahl für die Fenster, Schiebetüren und Geländer zum Einsatz. Schwarz staffelte die Räume zu einem Kubus mit lagernden Elementen: Flachdach, Attika, Fensterbänder und Backsteinfriese. Trotz Vandalismus in den letzten Jahren blieb die Grundstruktur des Bauwerks ebenso erhalten wie der originale Fassaden-Schriftzug.

## Geschichte
Eröffnet wurde der Milchhof Arnstadt am 4. Dezember 1929 als Verarbeitungsstätte einer Molkereigenossenschaft von 80 Bauern. Noch wenige Jahre zuvor hatte sich der Architekt Martin Schwarz historischer Stilzitate bedient, so z. B. beim Entwurf der Synagoge in Arnstadt (1913). Doch für den Milchhof übernahm er 1928 die klare Formensprache des Bauhauses. Dies spiegelt den Anspruch des neuen Industriegebäudes, Modernität auszustrahlen. „Bei der Gestaltung des Äußeren war der Gesichtspunkt maßgebend, einen einfachen gediegenen Bau zu schaffen, der dem Zweckbedürfnis dient und dies auch architektonisch zum Ausdruck bringt.“ (Martin Schwarz: Arnstädter Anzeiger) Zu DDR-Zeiten baute man den Milchhof mehrfach um, doch blieb die Grundstruktur erhalten. Nach 1990 stand der Kubus endgültig leer.
Seit Ende 2014 gehört der Milchhof der „Baudenkmal Milchhof Arnstadt GmbH“. Trotz starker Wasser- und Vandalismusschäden blieb die Grundstruktur des Gebäudes erhalten. Seit 2015 laufen die Vorarbeiten zur Sanierung des denkmalgeschützten Bauwerks durch die GmbH. Entstehen soll ein Veranstaltungszentrum mit Galerie, das im Rahmen des 100-jährigen Jubiläums des Bauhauses 2019 Teil der „Grand Tour der Moderne“ wird; „Die Grand Tour der Moderne verbindet Architekturvermittlung mit der sinnlichen Erfahrung des Reisens und der Freude am buchstäblichen Begreifen von Geschichte und Gegenwart.“ (Pressemitteilung: Bauhaus Kooperation Berlin Dessau Weimar gGmbH).